# Diözese Hereford
Das Bistum Hereford (lat.: Dioecesis Herefordensis) ist eine anglikanische Diözese in der Kirchenprovinz Canterbury der Church of England mit Sitz in Hereford. Zu ihm gehören auch einige Gemeinden in Wales. Bis zur englischen Reformation war es eine römisch-katholische Diözese.

## Geschichte

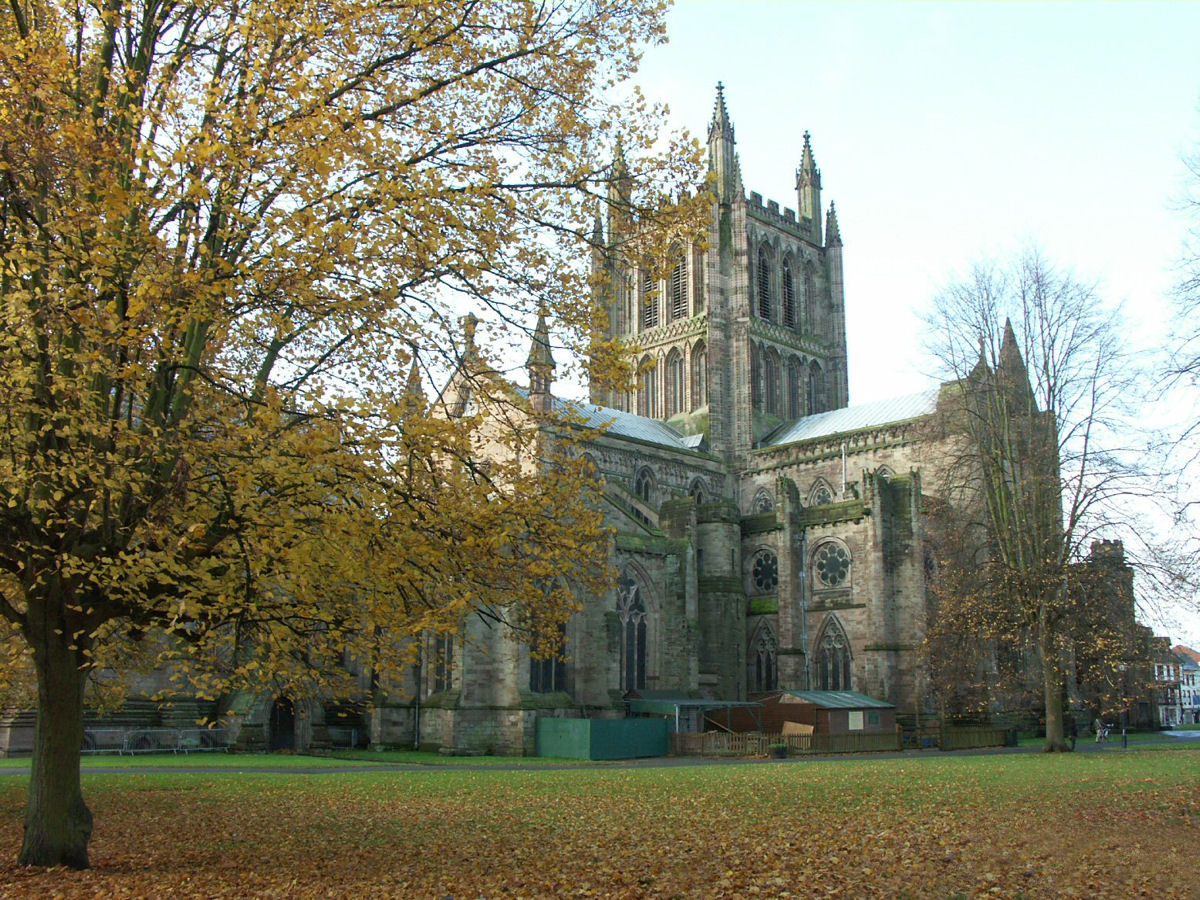
Kathedrale in Hereford

Das Bistum Hereford wurde im Jahre 676 aus Gebietsabtretungen des Bistums Lichfield errichtet.
Der letzte römisch-katholische Bischof, Robert Parfew, starb am 22. September 1558.
Das katholische Bistum Hereford war dem Erzbistum Canterbury als Suffraganbistum unterstellt.